# Malacodea
Malacodea regelaria là một loài bướm đêm thuộc họ Geometridae và only loài thuộc chi Malacodea. Nó được tìm thấy ở Fennoscandia và Estonia tới miền bắc Xibia.
Sải cánh dài 25–31 mm đối với con đực. đối với con cái are wingless. Con trưởng thành bay từ tháng 4 đến tháng 5 làm một đợt per year.
Ấu trùng ăn Picea abies. Larvae can be được tìm thấy ở tháng 7. The species overwinters as a pupa.